# Polichna Druga
Polichna Druga (d. Polichna Dolna) – wieś w Polsce, położona w województwie lubelskim, w powiecie kraśnickim, w gminie Szastarka.
W latach 1975–1998 Polichna Druga administracyjnie należał do województwa tarnobrzeskiego.
Przed 2023 r. miejscowość była częścią wsi Polichna
Wieś stanowi sołectwo gminy Szastarka. Na koniec 2021 roku sołectwo liczyło 361 mieszkańców.
Wierni Kościoła rzymskokatolickiego należą do parafii św. Jana Marii Vianneya w Polichnie.